# Salvador Nava Martínez
Salvador Nava Martínez (San Luis Potosí, 7 de abril de 1914 - San Luis Potosí, 18 de mayo de 1992) fue un médico, político y líder social mexicano, conocido popularmente como «El Doctor Nava». Ocupó dos veces el cargo de Presidente Municipal de San Luis Potosí y fue candidato a gobernador también en dos ocasiones. Ejerció un importante liderazgo en su estado y a nivel nacional. Fue el primer candidato independiente en ganar una alcaldía en México en 1958.

## Formación y actividad académica
Realizó sus estudios básicos y medios en San Luis Potosí y posteriormente se graduó como Médico Cirujano en la Facultad de Medicina de la Universidad Nacional Autónoma de México y se especializó en oftalmología en el Hospital General de México. Al egresar trabajó como médico en Ferrocarriles Nacionales y luego regresó a San Luis Potosí, donde trabajó en el Hospital Doctor Miguel Otero, el Hospital Civil y en el Hospital Central Ignacio Morones Prieto. En los dos últimos se desempeñó como jefe del Departamento de Oftalmología.
Fue maestro de oftalmología en la Facultad de Medicina de la Universidad Autónoma de San Luis Potosí, de la que además se desempeñó como rector, y durante gran parte de su vida atendió su consultorio particular.

## Actividad política
Inició sus actividades políticas en 1958 como líder de la oposición social al cacicazgo que sobre San Luis Potosí ejercía Gonzalo N. Santos. Tomó parte en las manifestaciones que culminaron con la salida de Manuel Álvarez del gobierno estatal en que fue sustituido por Francisco Martínez de la Vega.
En diciembre del mismo año de 1958, Salvador Nava se postuló como candidato independiente a la Presidencia Municipal de San Luis Potosí, frente al candidato del PRI (respaldado por Santos) Francisco Gutiérrez Castellanos, al que derrotó por 26 319 votos contra 1 638. El Congreso de San Luis Potosí lo declaró presidente electo y tomó posesión el 1 de enero de 1959.
Entre las cosas más recordadas de su administración municipal se encuentra el hecho de que cada semana eran publicados en los periódicos y en las paredes del Palacio Municipal una descripción detallada de los gastos que con dinero público se llevaban a cabo.
No terminó su periodo al frente de la Alcaldía potosina porque a finales de 1960 pidió licencia para postularse como Candidato a Gobernador de San Luis Potosí en las elecciones del siguiente año. Inicialmente había pretendido la postulación por el PRI y llevó a cabo actividades para este fin. Sin embargo el PRI se negó a postularlo, y cuando el presidente nacional del partido, Alfonso Corona del Rosal, pretendió compensarlo económicamente por los gastos de su precandidatura, Nava le respondió: "No existe suficiente dinero para que me compre a mi y compre al pueblo de San Luis Potosí". Ante la negativa del PRI, que finalmente postuló a Manuel López Dávila, Nava fundó el Partido Demócrata Potosino y con él se postuló al gobierno. Los resultados oficiales le dieron la victoria a López Dávila y los navistas impugnaron las elecciones y llevaron a cabo protestas, que fueron reprimidas por el gobierno. El 15 de septiembre de 1961 ocurrió un enfrentamiento armado entre navistas y fuerzas públicas que dejó un saldo de varios muertos y finalmente el ejército intervino tomando el principal órgano difusor de la campaña, el diario "Tribuna" y arrestó a Salvador Nava y sus principales colaboradores. Liberados un mes después, continuaron con las protestas y el 5 de febrero de 1963 Nava fue arrestado por segunda vez y torturado en la Penitenciaría de San Luis Potosí. Ante estos hechos el Doctor Nava resolvió dejar la lucha y retirarse de la política.
Tras varios años ejerciendo su profesión y desempeñarse como Director de la Facultad de Medicina de UASLP durante una relativamente buena convivencia con los gobiernos de Antonio Rocha Cordero y Guillermo Fonseca Álvarez, Salvador Nava volvió a la lucha política en 1981, fundó el Frente Cívico Potosino, y respaldado por el Partido Acción Nacional y el Partido Demócrata Mexicano fue postulado nuevamente candidato a Presidente Municipal, venciendo al candidato del PRI, Roberto Leyva Torres, por una proporción de dos votos a uno. Posteriormente encabezó la oposición al gobernador Florencio Salazar Martínez que terminó con su caída y sustitución por Leopoldino Ortiz Santos y en 1991 fue postulado por el PAN, el PDM y el Partido de la Revolución Democrática como candidato a Gobernador a pesar de para entonces estar enfermo de cáncer. En las elecciones del 18 de agosto de 1991 fue declarado oficialmente triunfador el candidato del PRI, Fausto Zapata Loredo. Una vez más Nava reclamó un fraude y anunció la realización de una "Marcha por la Dignidad" de San Luis Potosí a la Ciudad de México. Ante las protestas, Fausto Zapata, que había tomado posesión como gobernador el 26 de septiembre de 1991 renunció el 10 de octubre y fue sustituido por Gonzalo Martínez Corbalá. Ante esto el Doctor Nava suspendió la marcha.
El doctor Nava falleció a causa del cáncer el 18 de mayo de 1992.